# Sviatlana Jajlova
Sviatlana Anatoleuna Jajlova –en bielorruso, Святлана Анатолеўна Хахлова– (Minsk, URSS, 2 de octubre de 1984) es una deportista bielorrusa que compitió en natación.
Ganó dos medallas en el Campeonato Europeo de Natación, plata en 2004 y bronce en 2008, y cinco medallas en el Campeonato Europeo de Natación en Piscina Corta entre los años 2002 y 2015.

## Palmarés internacional
| Campeonato Europeo                  | Campeonato Europeo       | Campeonato Europeo | Campeonato Europeo     |
| Año                                 | Lugar                    | Medalla            | Prueba                 |
| ----------------------------------- | ------------------------ | ------------------ | ---------------------- |
| 2004                                | Madrid (España)          | Medalla de plata   | 50 m libre             |
| 2008                                | Eindhoven (Países Bajos) | Medalla de bronce  | 50 m mariposa          |
| Campeonato Europeo en Piscina Corta |                          |                    |                        |
| Año                                 | Lugar                    | Medalla            | Prueba                 |
| 2002                                | Riesa (Alemania)         | Medalla de plata   | 4 × 50 m libre         |
| 2006                                | Helsinki (Finlandia)     | Medalla de bronce  | 100 m estilos          |
| 2011                                | Szczecin (Polonia)       | Medalla de bronce  | 50 m mariposa          |
| 2012                                | Chartres (Francia)       | Medalla de bronce  | 4 × 50 m libre         |
| 2015                                | Netanya (Israel)         | Medalla de bronce  | 4 × 50 m estilos mixto |